# Sępólno Krajeńskie
Sępólno Krajeńskie este un oraș în Polonia.